# Luke Rockhold
Luke Skyler Rockhold (Santa Cruz, 17 ottobre 1984) è un ex atleta di arti marziali miste statunitense.
Ha combattuto nella categoria dei pesi mediomassimi per l'organizzazione statunitense UFC, nella quale è stato campione dei pesi medi dal 2015 al 2016. È stato anche l'ultimo campione dei pesi medi Strikeforce, dal 2011 al 2013, dopo aver sconfitto il brasiliano Ronaldo "Jacaré" Souza.

## Carriera nelle arti marziali miste

### Inizi
Rockhold viene da una famiglia di atleti professionisti ed inizia Judo all'età di sei anni. Successivamente si mette alla prova con la lotta libera e il ju jitsu, sempre a livello scolastico. Con il tempo si focalizza quasi esclusivamente sul jiu jitsu brasiliano, disciplina nella quale vince diversi tornei prima di trasferirsi a San Jose per entrare nella prestigiosa American Kickboxing Academy.
Rockhold inizia come professionista nella promozione Melee on the Mountain, dove combatte due incontri terminando con uno score di 1-1.

### Strikeforce
Passa alla Strikeforce nel 2008 debuttando in maniera eccezionale: vince cinque incontri consecutivi per sottomissione, batte Paul Bradley per KO tecnico e vince il titolo dei pesi medi sconfiggendo Ronaldo Souza il 10 settembre 2011.
Successivamente riesce a difendere il titolo dall'assalto di Keith Jardine e nell'intervista post-incontro dichiara di essere propenso al passaggio alla UFC in modo da confrontarsi con i lottatori più forti del mondo.
Sempre nel 2012 è chiamato a difendere nuovamente la cintura contro Tim Kennedy: nell'incontro Rockhold fa valere il maggior allungo e la sua ottima kickboxing per ottenere una vittoria per decisione unanime dei giudici, che gli assegnano quattro round su cinque. Il 3 novembre 2012 avrebbe dovuto difendere il titolo contro Lorenz Larkin, ma un infortunio capitatogli causò l'annullamento dell'intero evento e l'incontro venne posticipato a gennaio 2013; a novembre, tuttavia, Rockhold si infortunò nuovamente al polso e l'ultima difesa del titolo Strikeforce saltò definitivamente, lasciandolo come il campione finale della promozione.

### Ultimate Fighting Championship
Nel 2013 la UFC completò l'accorpamento della Strikeforce al suo interno, di fatto smantellando quest'ultima, e di conseguenza Rockhold venne aggiunto al già folto roster dei pesi medi UFC e inserito nei ranking ufficiali dell'organizzazione come il numero 5 tra i contendenti al titolo di categoria.
Esordì il 18 maggio 2013 in Brasile contro l'ex campione dei pesi mediomassimi Vitor Belfort in un incontro che avrebbe potuto determinare un nuovo contendente al titolo di categoria: il debutto fu amaro in quanto il più esperto lottatore di casa mise KO lo statunitense con uno spettacolare calcio girato alla testa.
In ottobre avrebbe dovuto affrontare un altro top 10, Tim Boetsch, ma un infortunio al ginocchio impedì a Rockhold di competere; tornò a lottare nel gennaio 2014 contro il pugile cipriota e numero 10 dei ranking Costa Philippou, vincendo con uno spettacolare KO nel primo round ed ottenendo il premio Knockout of the Night. La sfida contro Boetsch avvenne in aprile e Rockhold tornò alla vittoria per sottomissione grazie ad una kimura modificata.
A novembre sconfisse Michael Bisping applicando una ghigliottina dopo aver mandato a segno una serie devastante di colpi, riuscendo così a vincere al secondo round. Con questa vittoria ottenne il premio Performance of the Night.
Ad aprile 2015 affronta e sconfigge il veterano Lyoto Machida applicando una rear-naked choke al second round. Ancora una volta ottiene il riconoscimento Performance of the Night.

#### Campione dei pesi medi UFC e perdita del titolo
A dicembre affrontò Chris Weidman all'evento UFC 194 in un match valido per il titolo dei pesi medi UFC. Nella prima ripresa Weidman ebbe la meglio raggiungendo una posizione dominante al tappeto; nella terza ripresa, dopo un buon inizio, Weidman azzardò un calcio girato molto prevedibile che portò Rockhold a bloccare il colpo e ad atterralo. Una volta al tappeto Luke raggiunse la posizione montata e da lì mise a segno una serie devastante di pugni e gomitate che fecero sanguinare vistosamente il campione, ma nonostante i colpi inflitti l'arbitro decise di far continuare l'incontro. Rockhold pose fine all'incontro nel quarto round, sfruttando le condizioni pietose di Weidman con il ground and pound. Con questa vittoria divenne il settimo campione dei pesi medi UFC, ottenendo anche il premio Fight of the Night.
Il 4 giugno 2016 avrebbe dovuto affrontare Weidman nel rematch per il titolo, ma il 17 maggio Weidman venne rimosso dall'incontro a causa di un'ernia sul collo e venne rimpiazzato da Souza. Dopo l'incontro contro Belfort a UFC 198 Souza si infortunò al menisco e, non potendo recuperare in tempo, fu sostituito da Michael Bisping. Dopo poco più di tre minuti dall'inizio dell'incontro Rockhold azzardò un attacco molto aggressivo ai danni di Bisping, il quale lo sorprese con un potente gancio sinistro che lo mandò al tappeto; Rockhold tentò di rialzarsi ma nel farlo venne nuovamente colpito dal gancio sinistro, finendo per essere mandato KO e perdere il titolo senza difenderlo nemmeno una volta.
Rockhold avrebbe dovuto affrontare Souza in un rematch il 27 novembre 2016, ma l'incontro venne cancellato il primo novembre a causa della distorsione del legamento crociato anteriore da parte di Rockhold. Il 16 settembre 2017 torna alla vittoria imponendosi contro David Branch e pertanto viene scelto come avversario del cubano Yoel Romero per determinare il campione ad interim dei pesi medi: Romero si impone per KO l'11 febbraio 2018, ma avendo superato il limite di peso la cintura non viene assegnata.

#### Passaggio ai pesi mediomassimi
Nel dicembre 2018 annuncia di voler salire di categoria, passando dai medi ai mediomassimi, a causa della sempre maggiore difficoltà riscontrata nel taglio del peso, che lo ha condotto a diversi infortuni.
Il debutto nella nuova categoria, tuttavia, si rivela amaro in quanto viene messo KO dal numero sei della divisione Jan Blachowicz il 6 luglio 2019.
Torna nell'ottagono dopo tre anni, il 20 agosto 2022, a UFC 278, affrontando Paulo Costa. Nonostante una forma non proprio ottimale a causa del lungo periodo di inattività, Rockhold si rende protagonista di una buona prestazione, arrivando più volte a mettere in difficoltà Costa nel corso dei tre round. Alla fine a spuntarla sarà Costa per decisione unanime ed entrambi vengono premiati col riconoscimento Fight Of The Night. Al termine dell'incontro, Rockhold annuncia il ritiro.

## Risultati nelle arti marziali miste
| Risultato | Record | Avversario      | Metodo                                       | Evento                                               | Data              | Round | Tempo | Città                       | Note                                                                            |
| --------- | ------ | --------------- | -------------------------------------------- | ---------------------------------------------------- | ----------------- | ----- | ----- | --------------------------- | ------------------------------------------------------------------------------- |
| Sconfitta | 16-6   | Paulo Costa     | Decisione (unanime)                          | UFC 278: Usman vs. Edwards 2                         | 20 agosto 2022    | 3     | 5:00  | Salt Lake City, Stati Uniti | Annuncia il ritiro Fight of the Night                                           |
| Sconfitta | 16-5   | Jan Błachowicz  | KO (pugni)                                   | UFC 239: Jones vs. Santos                            | 6 luglio 2019     | 2     | 1:39  | Paradise, Stati Uniti       | Passa ai pesi mediomassimi                                                      |
| Sconfitta | 16-4   | Yoel Romero     | KO (pugni)                                   | UFC 221: Romero vs. Rockhold                         | 10 febbraio 2018  | 3     | 1:48  | Perth, Australia            | Per il titolo dei pesi medi UFC ad interim; incontro catchweight (187.7 libbre) |
| Vittoria  | 16-3   | David Branch    | KO Tecnico (pugni)                           | UFC Fight Night: Rockhold vs. Branch                 | 16 settembre 2017 | 2     | 4:05  | Pittsburgh, Stati Uniti     |                                                                                 |
| Sconfitta | 15-3   | Michael Bisping | KO (pugni)                                   | UFC 199: Rockhold vs. Bisping 2                      | 4 giugno 2016     | 1     | 3:36  | Inglewood, Stati Uniti      | Perde il titolo dei pesi medi UFC                                               |
| Vittoria  | 15-2   | Chris Weidman   | KO Tecnico (pugni)                           | UFC 194: Aldo vs. McGregor                           | 12 dicembre 2015  | 4     | 3:12  | Las Vegas, Stati Uniti      | Vince il titolo dei pesi medi UFC, Fight of the Night                           |
| Vittoria  | 14-2   | Lyoto Machida   | Sottomissione (rear-naked choke)             | UFC on Fox: Machida vs. Rockhold                     | 18 aprile 2015    | 2     | 2:31  | Newark, Stati Uniti         | Performance of the Night                                                        |
| Vittoria  | 13-2   | Michael Bisping | Sottomissione (ghigliottina)                 | UFC Fight Night: Rockhold vs. Bisping                | 8 novembre 2014   | 2     | 0:57  | Sydney, Australia           | Performance of the Night                                                        |
| Vittoria  | 12-2   | Tim Boetsch     | Sottomissione (kimura triangolare invertita) | UFC 172: Jones vs. Teixeira                          | 26 aprile 2014    | 1     | 2:08  | Baltimora, Stati Uniti      |                                                                                 |
| Vittoria  | 11-2   | Costa Philippou | KO (calcio al corpo)                         | UFC Fight Night: Rockhold vs. Philippou              | 15 gennaio 2014   | 1     | 2:31  | Duluth, Stati Uniti         |                                                                                 |
| Sconfitta | 10-2   | Vítor Belfort   | KO (calcio girato e pugni)                   | UFC on FX: Belfort vs. Rockhold                      | 18 maggio 2013    | 1     | 2:32  | Jaraguá do Sul, Brasile     | Debutto in UFC                                                                  |
| Vittoria  | 10-1   | Tim Kennedy     | Decisione (unanime)                          | Strikeforce: Rockhold vs. Kennedy                    | 14 luglio 2012    | 5     | 5:00  | Portland, Stati Uniti       | Difende il titolo dei pesi medi Strikeforce                                     |
| Vittoria  | 9-1    | Keith Jardine   | KO Tecnico (pugni)                           | Strikeforce: Rockhold vs. Jardine                    | 7 gennaio 2012    | 1     | 4:26  | Las Vegas, Stati Uniti      | Difende il titolo dei pesi medi Strikeforce                                     |
| Vittoria  | 8–1    | Ronaldo Souza   | Decisione (unanime)                          | Strikeforce World Grand Prix: Barnett vs. Kharitonov | 10 settembre 2011 | 5     | 5:00  | Cincinnati, Stati Uniti     | Vince il titolo dei pesi medi Strikeforce                                       |
| Vittoria  | 7–1    | Paul Bradley    | KO Tecnico (ginocchiate al corpo)            | Strikeforce Challengers: Kaufman vs. Hashi           | 26 febbraio 2010  | 1     | 2:24  | San Jose, Stati Uniti       |                                                                                 |
| Vittoria  | 6–1    | Jesse Taylor    | Sottomissione (rear naked choke)             | Strikeforce Challengers: Gurgel vs. Evangelista      | 6 novembre 2009   | 1     | 3:42  | Fresno, Stati Uniti         |                                                                                 |
| Vittoria  | 5–1    | Cory Devela     | Sottomissione (rear naked choke)             | Strikeforce Challengers: Villasenor vs. Cyborg       | 19 giugno 2009    | 1     | 0:30  | Kent, Stati Uniti           |                                                                                 |
| Vittoria  | 4–1    | Buck Meredith   | Sottomissione (rear naked choke)             | Strikeforce: Shamrock vs. Diaz                       | 11 aprile 2009    | 1     | 4:07  | San Jose, Stati Uniti       |                                                                                 |
| Vittoria  | 3–1    | Nik Theotikos   | Sottomissione (rear naked choke)             | Strikeforce: Destruction                             | 21 novembre 2008  | 1     | 3:06  | San Jose, Stati Uniti       |                                                                                 |
| Vittoria  | 2–1    | Josh Neal       | KO Tecnico (Sottomissione ai pugni)          | Strikeforce: Young Guns II                           | 1º febbraio 2008  | 1     | 1:49  | San Jose, Stati Uniti       | Debutto in Strikeforce                                                          |
| Sconfitta | 1–1    | Tony Rubalcava  | KO Tecnico (pugni)                           | Melee on the Mountain                                | 6 novembre 2007   | 1     | 2:46  | Friant, Stati Uniti         |                                                                                 |
| Vittoria  | 1–0    | Mike Martinez   | Sottomissione (armbar)                       | Melee on the Mountain                                | 24 luglio 2007    | 1     | 2:44  | Friant, Stati Uniti         |                                                                                 |